# Almas (Schiff)
Die Almas (russisch Алмаз = „Diamant“) war ein Kleiner Kreuzer der Kaiserlich-Russischen Marine. Sie war ursprünglich als bewaffnete Yacht für Jewgeni Iwanowitsch Alexejew (1843–1917), den in Port Arthur residierenden Statthalter der russischen Fernost-Region (Mandschurei und Kwantung), gebaut worden und wurde 1914/15 zum Flugzeugmutterschiff umgebaut. Das Schiff hatte ein bewegtes Schicksal und fuhr unter insgesamt sechs verschiedenen Flaggen.

## Bau und Technische Daten
Das Schiff wurde am 30. Märzjul. / 12. April 1902greg. bei der Baltischen Werft in Sankt Petersburg auf Kiel gelegt, lief am 20. Maijul. / 2. Juni 1903greg. von Stapel, und wurde im Dezember 1903 fertiggestellt. Es war 111,5 m lang (99,1 m in der Wasserlinie) und 13,25 m breit, hatte 5,3 m Tiefgang und verdrängte 3338 Tonnen. Die Maschinenanlage bestand aus zwei Dreifach-Expansions-Dampfmaschinen mit zusammen 7945 PS, und die Höchstgeschwindigkeit betrug 19,5 Knoten. Das Schiff konnte 800 t Kohle bunkern und hatte damit bei einer Marschgeschwindigkeit von 10 Knoten einen Aktionsradius von 3350 Seemeilen. Die Bewaffnung bestand zunächst aus vier 75-mm- und acht 47-mm-Geschützen. Die Deckpanzerung war 75 mm dick. Die Besatzung zählte 295 Offiziere und Mannschaften.

## Laufbahn
Die Almas, obwohl nur verhältnismäßig leicht bewaffnet und daher eher ein großes Kanonenboot, wurde wegen ihrer Größe und Geschwindigkeit als Kreuzer klassifiziert und zunächst bei der Baltischen Flotte in Dienst gestellt. Mit dem Zweiten Pazifik-Geschwader lief sie während des Russisch-Japanischen Kriegs 1904/05 von der Ostsee um Afrika bis in die Koreastraße, wo sie an der für Russland katastrophalen Seeschlacht bei Tsushima im Mai 1905 teilnahm und 6 Tote und 13 Verwundete zu beklagen hatte. Es gelang ihr, relativ unbeschädigt nach Wladiwostok zu entkommen. Dort wurde sie im Sommer 1905 neu bewaffnet: Sie hatte nunmehr drei 120-mm-, zehn 75-mm- und zwei 47-mm-Geschütze, und die Besatzung zählte nun 336 Mann. Nach Kriegsende kehrte sie 1906 zur Baltischen Flotte zurück, wo sie von 1906 bis 1908 als kaiserliche Yacht fungierte und 1907 zum Aviso umklassifiziert wurde.
1911 wurde die Almas nach einer Grundüberholung zur Schwarzmeerflotte in Sewastopol kommandiert. Nachdem Russland im November 1914 dem Osmanischen Reich den Krieg erklärt hatte, nahm das Schiff am 5. November 1914 am Seegefecht bei Kap Sarytsch teil sowie am 28. März 1915 an der ersten Beschießung des Bosporus.  Danach wurde das Schiff zum Mutterschiff für 3–4 Wasserflugzeuge umgebaut und diente als solches mit der Schwarzmeerflotte bis Dezember 1917. Die Bewaffnung bestand nunmehr aus sieben 12-cm-Seeziel- und vier 11-Pfünder-Flugabwehr-Kanonen.
Im April 1918 gelangte das Schiff zunächst in den Besitz der kurzzeitig unabhängigen Ukraine, wurde dann jedoch fast umgehend durch die deutsche Marine in Sewastopol beschlagnahmt, ohne allerdings noch vor Kriegsende zum Einsatz zu kommen. Nach dem Ende des Ersten Weltkriegs wurde das Schiff im November 1918 an Großbritannien ausgehändigt.
Die Briten überließen das Schiff im September 1919 den auf der Krim operierenden anti-bolschewistischen Weißgardisten. Am 22./23. September nahm es am Abzug von 2000 Kosaken des Generals Mikhail Arkipowitsch Fostikow von der Krim-Halbinsel teil. Danach ging es mit der gesamten verbliebenen weißgardistischen Flotte, dem sogenannten Russischen Geschwader, (auch „Wrangels Flotte“ genannt) unter Konteradmiral Michail Alexandrowitsch Kedrow (1878–1945) nach Bizerta (Tunesien), wo es zur Internierung kam. Ab Januar 1921 stand das Geschwader dort unter dem Befehl von Konteradmiral Michail Andrejewitsch Berens (1879–1943). Als Frankreich im Jahre 1924 die Sowjetunion völkerrechtlich anerkannte, übergab es die internierten Schiffe an die Sowjetunion. Da die Schiffe durchweg nicht mehr kriegstauglich waren, wurden sie allmählich abgewrackt. Die Almas wurde 1928 an eine französische Firma zum Verschrotten verkauft und 1934 abgewrackt.